# Церква святого архістратига Михаїла (Серединці)
Церква святого архістратига Михаїла в Серединцях — парафія і храм греко-католицької громади Озернянського деканату Тернопільсько-Зборівської архієпархії Української греко-католицької церкви в селі Серединці Тернопільського району Тернопільської области.

## Історія церкви
Парафія і храм засновані у 1900 році. Вони належали до УГКЦ з 1900 до 1946 року, а з 1990 року знову перебувають у її лоні.
При парафії діє Вівтарна дружина.
У 2012 році на парафії відбулося одне хрещення, три шлюби та три похорони.

## Парохи
- о. О. Кобель (1990),
- о. Іван Марщівський (з 1991).